# 佩利萨讷
佩利萨讷（法語：Pélissanne，法語發音：[pelisan]）是法国罗讷河口省的一个市镇，属于普罗旺斯地区艾克斯区。

## 地理
佩利萨讷（43°37'53"N, 5°9'2"E）面积19.11 平方千米，位于法国普罗旺斯-阿尔卑斯-蓝色海岸大区罗讷河口省，该省份为法国东南部沿海省份，北起沃克吕兹省，西接加尔省，南濒地中海，东临瓦尔省。
与佩利萨讷接壤的市镇（或旧市镇、城区）包括：欧龙、拉巴邦、朗贝斯克、朗松普罗旺斯、普罗旺斯地区萨隆。

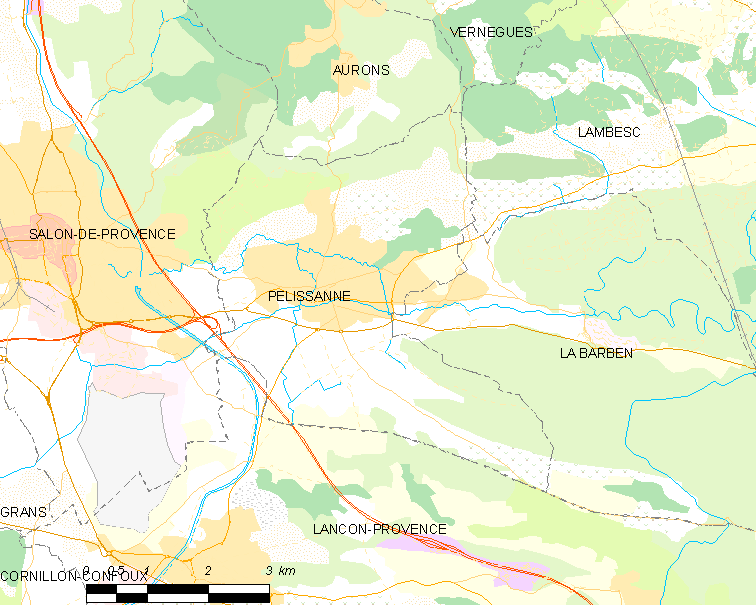
佩利萨讷的OSM定位图

佩利萨讷的时区为UTC+01:00、UTC+02:00（夏令时）。

## 行政
佩利萨讷的邮政编码为13330，INSEE市镇编码为13069。

## 政治
佩利萨讷所属的省级选区为佩利萨讷县。

## 人口

1962-2008年间佩利萨讷人口变化图示

佩利萨讷于2022年1月1日时的人口数量为10799人。